# RMS Etruria
RMS Etruria – parowiec, wraz z siostrą RMS "Umbria" zostały wyposażone jako ostatnie statki armatora Cunard Line w pomocnicze żagle.

## Historia
Budową statków zajęła się stocznia John Elder & Co z Glasgow w Szkocji. Były największymi liniowcami w czasie ich użytkowania. Do ruchu wprowadzona 25 kwietnia 1885 roku (dwanaście tygodni później po "Umbrii"). Błękitną Wstęgę Atlantyku zdobyła 2-krotnie: w 1885 i w 1888 roku. Największą innowacją było umieszczenie na statkach chłodni. Wnętrza transatlantyku były wykonane w stylu wiktoriańskim. W latach 1885–1892 liniowiec posiadał 2 klasy, w 1892 rozbudowano go tworząc 3 klasę. Odbywała trasę Liverpool-Nowy Jork. Po 23-letniej karierze statek został pocięty na złom. Następczyniami są RMS "Campania" i RMS "Lucania".